# آزمون دینی
در ریاضیات، آزمون دینی آزمونی است برای تعیین همگرایی نقطه ای یک سری فوریه. این آزمون نخستین بار بوسیله ریاضیدان ایتالیایی اولیسه دینی در سال ۱۸۸۰ معرفی شد. 

## گزاره
فرض کنید {\displaystyle f} یک تابع موضعا انتگرالپذیر متناوب و {\displaystyle x\in \mathbb {R} } باشد. اگر عددی حقیقی همچون {\displaystyle S} و یک {\displaystyle \delta >0} موجود باشد که {\displaystyle \int _{0}^{\delta }|f(x+u)+f(x-u)-2S|{\frac {du}{u}}<\infty }، آنگاه سری فوریه {\displaystyle f} در نقطه {\displaystyle x} به {\displaystyle S} همگرا خواهد بود. 
آزمون دینی به یک معنا در قویترین حالت ممکن است: اگر {\displaystyle \omega :(0,\infty )\to (0,\infty )} تابعی متناوب باشد که {\displaystyle {\frac {\omega (t)}{t}}} در نقطه {\displaystyle 0} موضعا انتگرالپذیر نباشد، آنگاه تابع {\displaystyle f:\mathbb {R} \to \mathbb {R} } با تناوب {\displaystyle 2\pi } موجود است که {\displaystyle |f(t)-f(0)|<\omega (t)} برای هر {\displaystyle t} ولی سری فوریه 
{\displaystyle f} در {\displaystyle 0} واگراست. 